# (121486) Sarahkirby
(121486) Sarahkirby est un astéroïde de la ceinture principale, de la famille de Hungaria.

## Description
(121486) Sarahkirby est un astéroïde de la ceinture principale, de la famille de Hungaria. Il présente une orbite caractérisée par un demi-grand axe de 1,93 UA, une excentricité de 0,06 et une inclinaison de 22,0° par rapport à l'écliptique.
Il est nommé d'après un contributeur de la mission OSIRIS-REx dont l'objet est l'étude de l'astéroïde (101955) Bénou.

## Compléments